# 现充
现充（日语：／，意指，即英語：的音譯），指现实生活中享受人际关系和爱好活动，而无需互聯網路上的博客和SNS就能过得很充实的人，是由日本网络论坛5ch发祥的网络俚语，近年来，有恋人有无的规定倾向。

## 发展过程
这个概念源自2005年的日本网络论坛5ch的大学生活板，起初叫做，2006年初开始简称为，后在博客与Twitter上流行，甚至也常出现在NICONICO动画的影片弹幕中。在由未来检索Brazil发起的用户投票“2007网络流行语大奖”中，排名第21位。2011年更成为“女子中高生手机流行语大奖”金奖得主。
起初，这是日本网络社区的人为了自虐性地表现现实生活不充实而创造的新词。当时只要有一个朋友就会被当做现充。此后，这种细微的差别，随着没有被现有的网络文化所感染的，通过手机的网民们的流入，变成了对他们的恋爱和工作充实程度的不滿。
本来是“现实生活充实”的意思，但近年来，在日本一般以是否有情人来界定。而且，情人越是俊男或美女，就越有被认为是现充的倾向。
这个词亦由动漫字幕组传入中国大陆、台灣，汉化为“现充”或“现实充实”，主要为与所指对象格格不入的御宅族、二次元禁断症候群和隐蔽青年使用。

## 社会现象
根据邮箱服务商CLUB BBQ于2009年3月对其463名用户的调查，明白“现充”意味者占26.4%，对于是否认为自己是“现充”这个问题，包括选择“可算是”和“不太确定”者，53.4%的受调查者回答自己是现充。在日本，现充聚集的街道有时被蔑称为，代表地点为东京的涩谷、原宿和六本木。现充的敌人叫做（即網路之意）、等，中文圈中对应的称呼包括“魯蛇”、“撸瑟”（兩者皆來自英文「Loser（輸家）」的音譯）、“屌絲”和“死宅”等。
现充的常见行为包括聚会、开房、去影院、海水浴、高调过新年和万圣节等西洋节日、滑雪和烧烤等，在客观上促进了圣诞节、情人节和恋爱纪念日的世俗化和商业化。